# Open space

Ukázka open space

Open space (česky „otevřený prostor“) je uspořádání pracoviště, jedná se například o sdílenou kancelář bez příček. Správný anglický termín je "Open plan" nebo "Open-plan office". Zřizuje se pro svou finanční nenáročnost. Způsobuje však tzv. „syndrom open space“. Nejde však pouze o možné zdravotní obtíže, v open space je rovněž zvýšená hladina hluku, která snižuje produktivitu práce. Proto se někde od něj ustupuje.